# Colin F. Mossman
Colin Francis Mossman (* im 20. Jahrhundert) ist/war ein britischer Ingenieur und Erfinder.
Colin F. Mossman begann in den 1960er Jahren für das britische Unternehmen The Rank Organisation zu arbeiten. Zwischen 1983 und 2001 erhielt er fünfmal einen Oscar für Wissenschaft und Entwicklung, im Jahr 2007 dann den Academy Award of Commendation.